# Lazarus Spengler

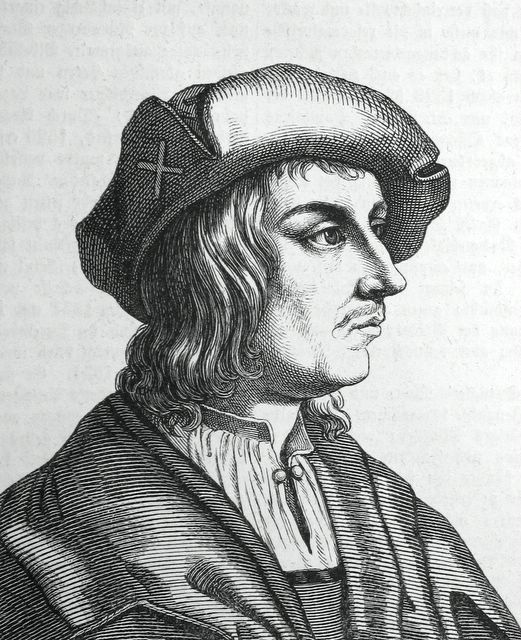
Lazarus Spengler

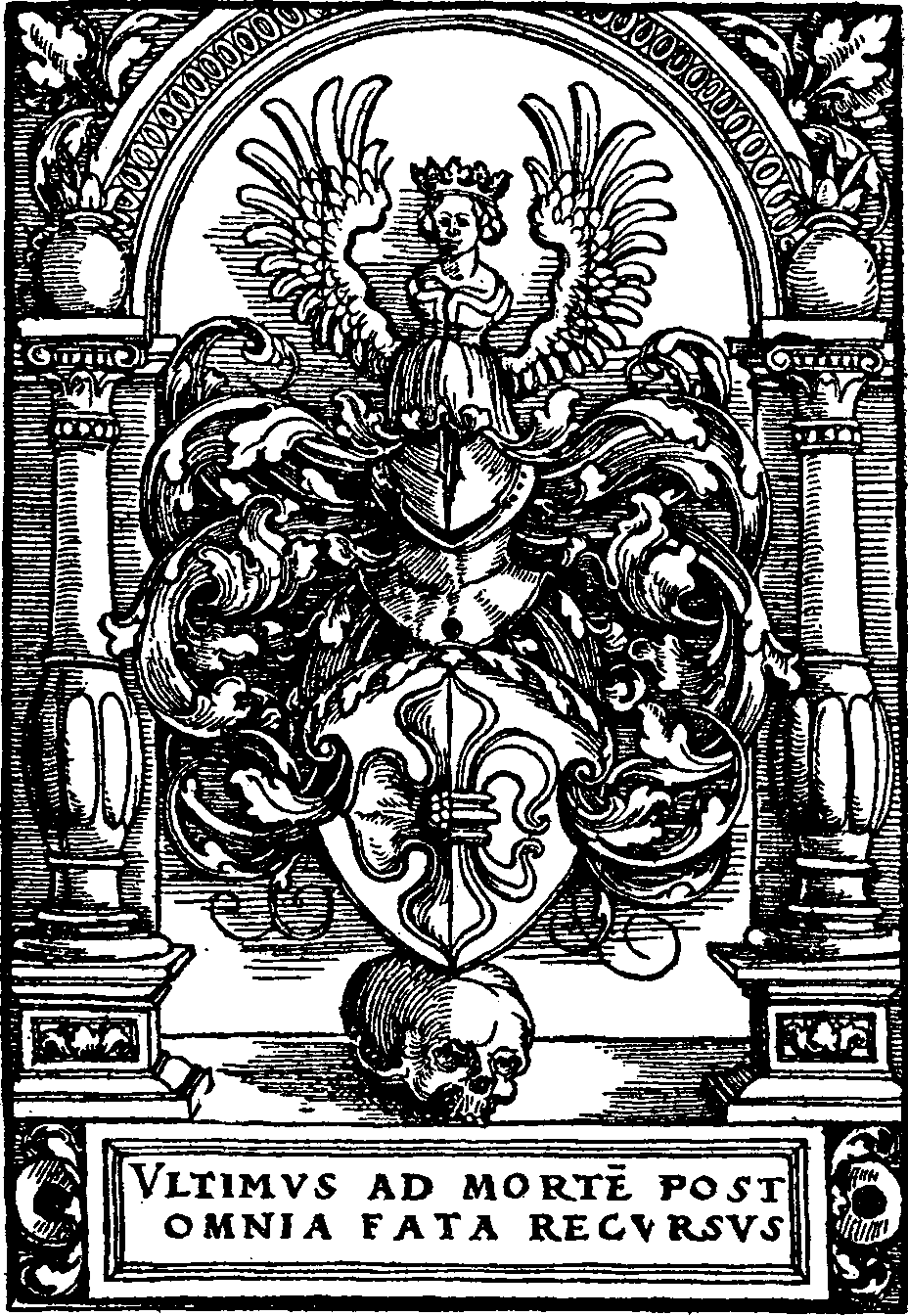
Albrecht Dürer: Exlibris für Lazarus Spengler (1515)

Lazarus Spengler (Pseudonym: Hieronymus von Berchnishausen * 13. März 1479 in Nürnberg; † kurz vor dem 7. September 1534 ebenda) war als Ratsherr ein wichtiger Förderer der Reformation in Nürnberg.

## Leben
Er war der Sohn eines Nürnberger Ratsschreibers und trat nach dem Tod seines Vaters, aufgrund dessen er sein 1494 begonnenes Studium in Leipzig nach nur zwei Jahren abbrach, 1496 selbst in die Ratskanzlei der Stadt ein. 1507 wurde er zum „vordersten“ Ratsschreiber, also Chef der Kanzlei, befördert und war ab 1516 selbst Ratsherr im „Größeren Rat“. Früh sympathisierte er mit der Bewegung Martin Luthers und verfasste Schriften, durch die er dem Volk das reformatorische Gedankengut nahebrachte. Er gehörte der „Ursulabruderschaft“ und der „Sodalitas Staupitziana“ an und verteidigte die Lehre Martin Luthers in seiner Schrift
Schutzred und christenliche Antwort ains erbarn liebhabers goetlicher wahrhait der hailigen geschrifft …,
die 1519 ohne sein Wissen veröffentlicht wurde. Darum traf ihn 1520 zusammen mit Luther der päpstliche Bann, der jedoch nach einer äußerlichen Unterwerfung Spenglers 1521 wieder aufgehoben wurde.
Als Vertreter der Stadt Nürnberg reiste er 1521 zum Reichstag nach Worms, wo ihn die persönliche Begegnung mit Luther in seiner Haltung bestärkte. Er setzte sich weiter für die Reformation ein und schützte Andreas Osiander, den Prediger der Lorenzkirche. Als Vertreter der evangelischen Bündnispolitik verhandelte Spengler in vorsichtigem Taktieren mit dem Episkopat von Bamberg gegen deren drohende kirchliche und juristische Übergriffe.
1525 setzte sich die Reformation in Nürnberg endgültig durch. Im selben Jahr wurde auf Spenglers Betreiben und in Zusammenarbeit mit Philipp Melanchthon das Schottenstift St. Egidien in das erste evangelische Gymnasium Nürnbergs umgewandelt (später: Melanchthon-Gymnasium). Als Berater übte Spengler 1526/28 Einfluss auf die Reformation der fränkischen Markgrafschaften Brandenburg Ansbach und Brandenburg Kulmbach aus. Er war Teilnehmer am Augsburger Reichstag 1530 und leistete wichtige Mitarbeit an der Brandenburg-Nürnbergischen Kirchenordnung von 1533, die Vorbildfunktion und Modellcharakter bekam.
Sein Grab befindet sich auf dem Johannisfriedhof (Nürnberg) (Grab Nr. 1319).

## Werke
Zu seinen Schriften gehören die Texte der Kirchenlieder Durch Adams Fall ist ganz verderbt menschlich Natur und Wesen (1520) und Vergebens ist all Müh’ und Kost, sowie:
- Eins Erbarn libhabers götlicher warheyt (1520)
- Ermanung und Undterweysung zu einem tugenhaften Wandel (1520)
- Ain trostliche Christenliche anweisung und ertzney in allen widerwertigkaiten (1521)
- Ain kurtzer begriff vnd vnterrichtung aines gantzen warhaffften Christenlichen wesens (1522)
- Verantwortung und Auflösung (1524)
- Wie sich ein Christenmensch in Trübsal und Widerwärtigkeit trösten soll (1529)
- Auszug aus den päpstlichen Rechten (1530)
- das vollständige Glaubensbekenntnis, das 1535 mit einer persönlichen Vorrede von Luther herausgegeben wurde.

## Gedenktag
7. September im Evangelischen Namenkalender.